# Hossam Shabat
Hossam Shabat, né le 10 octobre 2001 et mort le 24 mars 2025, est un journaliste palestinien, connu pour sa couverture de la guerre à Gaza dans le nord de la bande de Gaza. Il est tué par l'armée israélienne, qui l'accuse d'être un combattant du Hamas.

## Biographie
Avant l'attaque du 7 octobre 2023 perpétrée par le Hamas contre Israël, Hossam Shabat s'apprête à commencer sa troisième année d'étude en « média et technologies de communication », selon Le Soir, qui relate qu'il est également membre du conseil municipal des jeunes de Beit Hanoun.
Après le début de la guerre à Gaza, il documente sur les réseaux sociaux — il est suivi par presque 600 000 personnes sur Instagram — les effets de celle-ci dans le nord de la bande de Gaza, comme photojournaliste, puis à la télévision pour Al Jazeera Mubasher. Il perd sa maison, le restaurant familial et des dizaines de membres de sa famille dans des bombardements israéliens, et sa famille fuit vers le sud, tandis qu'il reste au nord,.
Il est accusé en octobre 2024 par Tsahal d'être, comme cinq autres journalistes du média qatari qui couvraient le siège du nord de Gaza, un tireur d'élite du Hamas et du Jihad islamique palestinien. La chaîne dément, de même que le journaliste, qui écrit : « Cette tentative flagrante de nous transformer, nous les derniers témoins du nord, en cibles est une tentative évidente de justifier préventivement notre meurtre. » Le quotidien américain The New York Times indique que cette accusation, dont il n'a pas pu établir la véracité, s'inscrit dans une campagne plus large de l'armée israélienne contre Al Jazeera, qu'elle accuse d'être proche du Hamas,,. Le Comité pour la protection des journalistes (CPJ) condamne les allégations de l'armée israélienne qu'il juge non étayées.
Alors qu'il est l'un des derniers journalistes encore présents dans le nord de la bande de Gaza, Hossam Shabat est tué le 24 mars 2025 par l'armée israélienne au moyen d'une frappe par drone sur son véhicule, près de Beit Lahia ; Tsahal affirme que le journaliste « a perpétré des attaques et participé à des activités terroristes » auprès du Hamas, contre les forces armées et des citoyens israéliens,. L'assassinat est condamné par le Syndicat des journalistes palestiniens, le CPJ et Reporters sans frontières ; cette dernière association indique « que les accusations de l'armée israélienne publiées en octobre 2024 à l'encontre d'Hossam Shabat ne peuvent en aucun cas justifier ce meurtre et sont fondées sur des documents qui ne prouvent en rien que ce journaliste était affilié à l'armée »,,,. Il est le deux cent-sixième journaliste palestinien tué par l'armée israélienne depuis le début de la guerre à Gaza.
Les accusations de terrorisme visant des journalistes palestiniens sont récurrentes de la part de l'armée israélienne.